# 9.ª etapa da Volta a Espanha de 2019
A 9.ª etapa da Volta a Espanha de 2019 teve lugar a 1 de setembro de 2019 entre Andorra-a-Velha e Els Cortals d'Encamp sobre um percurso de 94,4 km e foi vencida em solitário pelo esloveno Tadej Pogačar da UAE Emirates. O colombiano Nairo Quintana da Movistar conseguiu se vestir com o maillot vermelho de líder.

## Classificação da etapa
| \| Classificação por etapas \| Classificação por etapas \| Classificação por etapas \| Classificação por etapas \| Classificação por etapas \| \| Ciclista \| Ciclista \| Equipe \| Tempo \| \| \| ------------------------ \| ------------------------ \| ------------------------ \| ------------------------ \| ------------------------ \| \| 1. \| Tadej Pogačar \| UAE Team Emirates \| 2h58m09s \| \| \| 2. \| Nairo Quintana \| Movistar Team \| + 23s \| \| \| 3. \| Primož Roglič \| Team Jumbo-Visma \| + 48s \| \| \| 4. \| Alejandro Valverde \| Movistar Team \| + 48s \| \| \| 5. \| Marc Soler \| Movistar Team \| + 57s \| \| \| 6. \| Hermann Pernsteiner \| Bahrain-Merida \| + 59s \| \| \| 7. \| Sergio Higuita \| EF Education First \| + 1m01s \| \| \| 8. \| Wilco Kelderman \| Team Sunweb \| + 1m01s \| \| \| 9. \| Miguel Ángel López \| Astana \| + 1m01s \| \| \| 10. \| Tao Geoghegan Hart \| Team Ineos \| + 1m38s \| \| |                     |                    |          |
| |                     |                    |          |
| Fonte: ProCyclingStats |                     |                    |          |
| Classificação por etapas |                     |                    |          |
| Ciclista | Ciclista            | Equipe             | Tempo    |
| 1. | Tadej Pogačar       | UAE Team Emirates  | 2h58m09s |
| 2. | Nairo Quintana      | Movistar Team      | + 23s    |
| 3. | Primož Roglič       | Team Jumbo-Visma   | + 48s    |
| 4. | Alejandro Valverde  | Movistar Team      | + 48s    |
| 5. | Marc Soler          | Movistar Team      | + 57s    |
| 6. | Hermann Pernsteiner | Bahrain-Merida     | + 59s    |
| 7. | Sergio Higuita      | EF Education First | + 1m01s  |
| 8. | Wilco Kelderman     | Team Sunweb        | + 1m01s  |
| 9. | Miguel Ángel López  | Astana             | + 1m01s  |
| 10. | Tao Geoghegan Hart  | Team Ineos         | + 1m38s  |

## Classificações ao final da etapa

### Classificação geral
| \| Classificação geral \| Classificação geral \| Classificação geral \| Classificação geral \| Classificação geral \| \| Ciclista \| Ciclista \| Equipe \| Tempo \| \| \| ------------------- \| ------------------- \| -------------------------- \| ------------------- \| ------------------- \| \| 1. \| Nairo Quintana \| Movistar Team \| 35h18m18s \| \| \| 2. \| Primož Roglič \| Team Jumbo-Visma \| + 6s \| \| \| 3. \| Miguel Ángel López \| Astana \| + 17s \| \| \| 4. \| Alejandro Valverde \| Movistar Team \| + 20s \| \| \| 5. \| Tadej Pogačar \| UAE Team Emirates \| + 1m42s \| \| \| 6. \| Carl Fredrik Hagen \| Lotto-Soudal \| + 1m46s \| \| \| 7. \| Nicolas Edet \| Cofidis, Solutions Crédits \| + 2m21s \| \| \| 8. \| Rafał Majka \| Bora-Hansgrohe \| + 3m22s \| \| \| 9. \| Wilco Kelderman \| Team Sunweb \| + 3m53s \| \| \| 10. \| Dylan Teuns \| Bahrain-Merida \| + 4m46s \| \| |                    |                            |           |
| |                    |                            |           |
| Fonte: ProCyclingStats |                    |                            |           |
| Classificação geral |                    |                            |           |
| Ciclista | Ciclista           | Equipe                     | Tempo     |
| 1. | Nairo Quintana     | Movistar Team              | 35h18m18s |
| 2. | Primož Roglič      | Team Jumbo-Visma           | + 6s      |
| 3. | Miguel Ángel López | Astana                     | + 17s     |
| 4. | Alejandro Valverde | Movistar Team              | + 20s     |
| 5. | Tadej Pogačar      | UAE Team Emirates          | + 1m42s   |
| 6. | Carl Fredrik Hagen | Lotto-Soudal               | + 1m46s   |
| 7. | Nicolas Edet       | Cofidis, Solutions Crédits | + 2m21s   |
| 8. | Rafał Majka        | Bora-Hansgrohe             | + 3m22s   |
| 9. | Wilco Kelderman    | Team Sunweb                | + 3m53s   |
| 10. | Dylan Teuns        | Bahrain-Merida             | + 4m46s   |

### Classificação por pontos
| Classificação por pontos | Classificação por pontos | Classificação por pontos | Classificação por pontos | Classificação por pontos |
| Ciclista                 | Ciclista                 | Equipe                   | Pontos                   |                          |
| ------------------------ | ------------------------ | ------------------------ | ------------------------ | ------------------------ |
| 1.                       | Nairo Quintana           | Movistar Team            | 70 pts                   |                          |
| 2.                       | Primož Roglič            | Team Jumbo-Visma         | 64 pts                   |                          |
| 3.                       | Alejandro Valverde       | Movistar Team            | 58 pts                   |                          |
| 4.                       | Tadej Pogačar            | UAE Team Emirates        | 56 pts                   |                          |
| 5.                       | Sam Bennett              | Bora-Hansgrohe           | 45 pts                   |                          |
| 6.                       | Miguel Ángel López       | Astana                   | 40 pts                   |                          |
| 7.                       | Fabio Jakobsen           | Deceuninck-Quick Step    | 34 pts                   |                          |
| 8.                       | Dylan Teuns              | Bahrain-Merida           | 30 pts                   |                          |
| 9.                       | Nikias Arndt             | Team Sunweb              | 27 pts                   |                          |
| 10.                      | Alex Aranburu            | Caja Rural-Seguros RGA   | 27 pts                   |                          |

### Classificação da montanha
| Classificação da montanha | Classificação da montanha | Classificação da montanha     | Classificação da montanha | Classificação da montanha |
| Ciclista                  | Ciclista                  | Equipe                        | Pontos                    |                           |
| ------------------------- | ------------------------- | ----------------------------- | ------------------------- | ------------------------- |
| 1.                        | Ángel Madrazo             | Burgos-BH                     | 29 pts                    |                           |
| 2.                        | Geoffrey Bouchard         | AG2R La Mondiale              | 21 pts                    |                           |
| 3.                        | Alejandro Valverde        | Movistar Team                 | 18 pts                    |                           |
| 4.                        | Sergio Henao              | UAE Team Emirates             | 17 pts                    |                           |
| 5.                        | Mikel Bizkarra            | Euskadi Basque Country-Murias | 16 pts                    |                           |
| 6.                        | Jetse Bol                 | Burgos-BH                     | 11 pts                    |                           |
| 7.                        | Tadej Pogačar             | UAE Team Emirates             | 10 pts                    |                           |
| 8.                        | Primož Roglič             | Team Jumbo-Visma              | 10 pts                    |                           |
| 9.                        | Hermann Pernsteiner       | Bahrain-Merida                | 10 pts                    |                           |
| 10.                       | Wout Poels                | Team Ineos                    | 9 pts                     |                           |

### Classificação dos jovens
| Classificação dos jovens | Classificação dos jovens     | Classificação dos jovens      | Classificação dos jovens | Classificação dos jovens |
| Ciclista                 | Ciclista                     | Equipe                        | Tempo                    |                          |
| ------------------------ | ---------------------------- | ----------------------------- | ------------------------ | ------------------------ |
| 1.                       | Miguel Ángel López           | Astana                        | 35h18m35s                |                          |
| 2.                       | Tadej Pogačar                | UAE Team Emirates             | + 1m25s                  |                          |
| 3.                       | Sergio Higuita               | EF Education First            | + 6m24s                  |                          |
| 4.                       | Óscar Rodríguez Garaicoechea | Euskadi Basque Country-Murias | + 10m00s                 |                          |
| 5.                       | Ruben Guerreiro              | Katusha-Alpecin               | + 12m12s                 |                          |
| 6.                       | James Knox                   | Deceuninck-Quick Step         | + 13m06s                 |                          |
| 7.                       | Daniel Felipe Martínez       | EF Education First            | + 13m33s                 |                          |
| 8.                       | Kilian Frankiny              | Groupama-FDJ                  | + 15m22s                 |                          |
| 9.                       | Cristián Rodríguez           | Caja Rural-Seguros RGA        | + 22m23s                 |                          |
| 10.                      | Niklas Eg                    | Trek-Segafredo                | + 28m33s                 |                          |

### Classificação por equipas
| Classificação por equipes | Classificação por equipes     | Classificação por equipes | Classificação por equipes |
| Equipe                    | Equipe                        | Tempo                     |                           |
| ------------------------- | ----------------------------- | ------------------------- | ------------------------- |
| 1.                        | Movistar Team                 | 105h18m24s                |                           |
| 2.                        | Team Jumbo-Visma              | + 15m44s                  |                           |
| 3.                        | Astana                        | + 18m36s                  |                           |
| 4.                        | Mitchelton-Scott              | + 1h00m05s                |                           |
| 5.                        | Cofidis, Solutions Crédits    | + 1h01m12s                |                           |
| 6.                        | AG2R La Mondiale              | + 1h01m48s                |                           |
| 7.                        | Euskadi Basque Country-Murias | + 1h02m44s                |                           |
| 8.                        | Trek-Segafredo                | + 1h06m35s                |                           |
| 9.                        | EF Education First            | + 1h07m06s                |                           |
| 10.                       | Team Sunweb                   | + 1h10m41s                |                           |

## Abandonos
- Phil Bauhaus, com problemas físicos devido a uma caída dias atrás, abandonou durante a etapa.[2]